# Concepción Palacios
 Concepción Palacios Herrera (El Sauce, 5 de diciembre de 1893 - Managua, 1 de mayo de 1981) fue una médica e intelectual nicaragüense reconocida como la "Primera Médico" de Nicaragua y América Central y por sus grandes aportes a la medicina.

## Primeros estudios
Estudió hasta sexto grado con dificultad por la situación económica de sus padres pero ella ambicionaba más por lo que en 1919 solicitó un beca en la Escuela Normal de Señoritas donde conoció a Josefa Toledo de Aguerri, una feminista que le brindó apoyo en su esfuerzo por terminar sus estudios de bachillerato y magisterio.

## Estudios de medicina

### Hostigamiento en la UNAN León
Luego entró a la Escuela de Medicina en la Universidad Nacional Autónoma de Nicaragua en la ciudad de León siendo la única estudiante mujer; porque la carrera de Medicina era una exclusiva para hombres, muchos de sus condiscípulos la rechazaban, llegando a ponerle en su bolsillo dedos y testículos, que eran extraídos de cuerpos durante las horas de prácticas. Incluso fue criticada por monseñor Simeón Pereira y Castellón, Obispo de León (1902-1921) al calificar de "perverso" su afán por estudiar dicha carrera. Debido al hostigamiento, marchó a México.
El doctor Carlos Tünnermann Bernheim, rector en tres períodos (1964-1974) de la UNAN León, comentó al respecto:

"No había una prohibición legal o en los estatutos de la universidad, pero socialmente no era bien visto que una mujer se expusiera al contacto con cuerpos desnudos, cadáveres, que estuviera interna y que hiciera turnos nocturnos rodeada de hombres."

### Estudios y graduación en México
Estudió en la "Escuela Nacional de Medicina" en la Ciudad de México entre 1921 y 1926. Ingresó a dicha institución el 2 de diciembre de 1921, recomendada por F. Figueroa, subsecretario de Educación Pública. Se le dio inscripción como numeraria, acreditándole como pase de la Preparatoria su título de bachiller del Colegio de Señoritas de Managua. A su llegada a México, la madre de las doctoras Esther y Hortensia Chapa Tijerina la acogió y convivió con la familia durante tres meses. Durante 1924 fue practicante adjunta en el Hospital General. En 1926 se casó con el ingeniero Lorenzo Zelaya, hondureño, y tuvieron una hija, María Elena Zelaya Palacios.

### Primera médico de Nicaragua
El 26 de octubre de 1926 solicita examen profesional, se le otorga, y lo presenta los días 22 y 23 de diciembre de 1927. El examen práctico se desarrolla en el Hospital General. Fue aprobada por mayoría de votos. 
Defendió la tesis "Estudio de la reacción de Targowla", que dedicó a los doctores José Gómez, Alfonso Pruneda, Antonio A. Loaeza y Samuel García. Su jurado estuvo integrado por los doctores Antonio A. Loaeza, presidente; Samuel García, 1.er vocal; Ignacio Prieto, 2.º vocal; Fernando Quiroz, 3.er vocal, y Luis Méndez como secretario. 
El 28 de diciembre de 1934 presentó para su registro ante el Departamento de Salubridad el título que la acreditaba como Médico y Cirujano, que le fue expedido por la Secretaría de Educación Pública el 26 de noviembre de 1928.

## Activista pro derechos de la mujer
Perteneció al Frente Único pro Derechos de la Mujer. Durante las noches dio clases a obreros y durante el día como voluntaria apoyó las causas sociales relacionadas con mujeres y niños. 
En su camino como profesional y feminista se encontró con personalidades como Gabriela Mistral a quien conoció al ser escogida para darle el discurso de bienvenida. Mistral al escuchar su discurso quedó impresionada y se dio cuenta de que era de escasos recursos por lo que solicitó se le concediera una beca completa; llegó a relacionarse también con Che Guevara, Pablo Neruda y Salvador Allende.

## Primer retorno a Nicaragua
Graduada con honores, volvió a Nicaragua para contribuir con el desarrollo de la medicina en su país natal, pero por sus acciones políticas en apoyo al general Augusto C. Sandino contra la ocupación estadounidense fue encarcelada durante el gobierno de José María Moncada. Cuando fue liberada, decidió volver a México pero esta vez como exiliada en donde realizó dos postgrados.

## Voluntaria en Europa
En los años posteriores estuvo en Estados Unidos, donde fue una excelente cirujana y obstetra. También estuvo en Europa en 1945 y 1946 donde en su condición de voluntaria en las "Fuerzas de los Estados Unidos del Teatro de Operaciones Europeo" atendió a sobrevivientes de los campos de concentración.

## Segundo retorno a Nicaragua
Regresó a Nicaragua en 1947 pero Anastasio Somoza García, no toleró su presencia y tuvo que volver a México.
En 1971 se detectaron leucemia, enfermedad que puso su vida en riesgo, razón por la que quiso volver a Nicaragua pero Anastasio Somoza Debayle le negó la entrada. 
Finalmente logró volver al país en 1979, después del triunfo de la Revolución Popular Sandinista. 
En 1980 recibe el "Doctorado Honoris Causa" otorgado por la Universidad Nacional Autónoma de Nicaragua, donde había iniciado sus estudios de medicina.

## Frases
"La ciencia no tiene sexo, ni credo religioso, ni color político, mucho menos estatus social. Por eso invito a todas las mujeres que aspiran por una carrera profesional o técnica, a todas las mujeres que poseen inquietudes científicas, a que nos unamos y luchemos juntas en pro de la consecución de estos ideales, de estas aspiraciones."
"No miremos solamente luchar, luchemos."

## Reconocimientos
El Complejo Nacional de Salud (CNS) del Ministerio de Salud en la ciudad de Managua lleva su nombre, por constituir un ejemplo para las nuevas generaciones.
Una justa valoración de su figura la dio Germán Guzmán, quien destacó:

"Concepción Palacios es orgullo de nuestra raza; soberbia en su altanería ante los tiranos, rebelde ante toda manifestación de injusticia en cualquier país del mundo, pero humilde ante los humildes."